# Денисово-Алексеевка
Дени́сово-Алексе́евка — хутор в Куйбышевском районе Ростовской области.
Входит в состав Кринично-Лугского сельского поселения.

## Население
| 2010 |
| ---- |
| 59   |

По данным переписи 1926 года по Северо-Кавказскому краю, на хуторе числилось 104 хозяйства и 645 жителей (313 мужчин и 332 женщины), из которых 637 — украинцы.

## Улицы
- ул. Веселая,
- ул. Заречная,
- ул. Первомайская,
- ул. Рабочая,
- ул. Широкая.